# غرانت جيفري
غرانت جيفري هو كاتب كندي، ولد في 5 أكتوبر 1948، وتوفي في 11 مايو 2012 في تورونتو في كندا.